# NGC 4739
NGC 4739 este o galaxie eliptică situată în constelația Fecioara. A fost descoperită în 3 martie 1786 de către William Herschel. Se află la o distanță de 47,86 de megaparseci de Pământ.